# Ozourt
Ozourt ist eine französische Gemeinde mit 198 Einwohnern (Stand 1. Januar 2022) im Département Landes in der Region Nouvelle-Aquitaine. Sie gehört zum Kanton Coteau de Chalosse und zum Arrondissement Dax. 
Sie grenzt im Nordwesten an Garrey, im Norden an Poyartin, im Osten an Castelnau-Chalosse, im Südosten an Pomarez und im Südwesten an Clermont.

## Bevölkerungsentwicklung
| Jahr      | 1962 | 1968 | 1975 | 1982 | 1990 | 1999 | 2008 | 2017 |
| --------- | ---- | ---- | ---- | ---- | ---- | ---- | ---- | ---- |
| Einwohner | 196  | 205  | 205  | 185  | 172  | 155  | 188  | 203  |

## Sehenswürdigkeiten

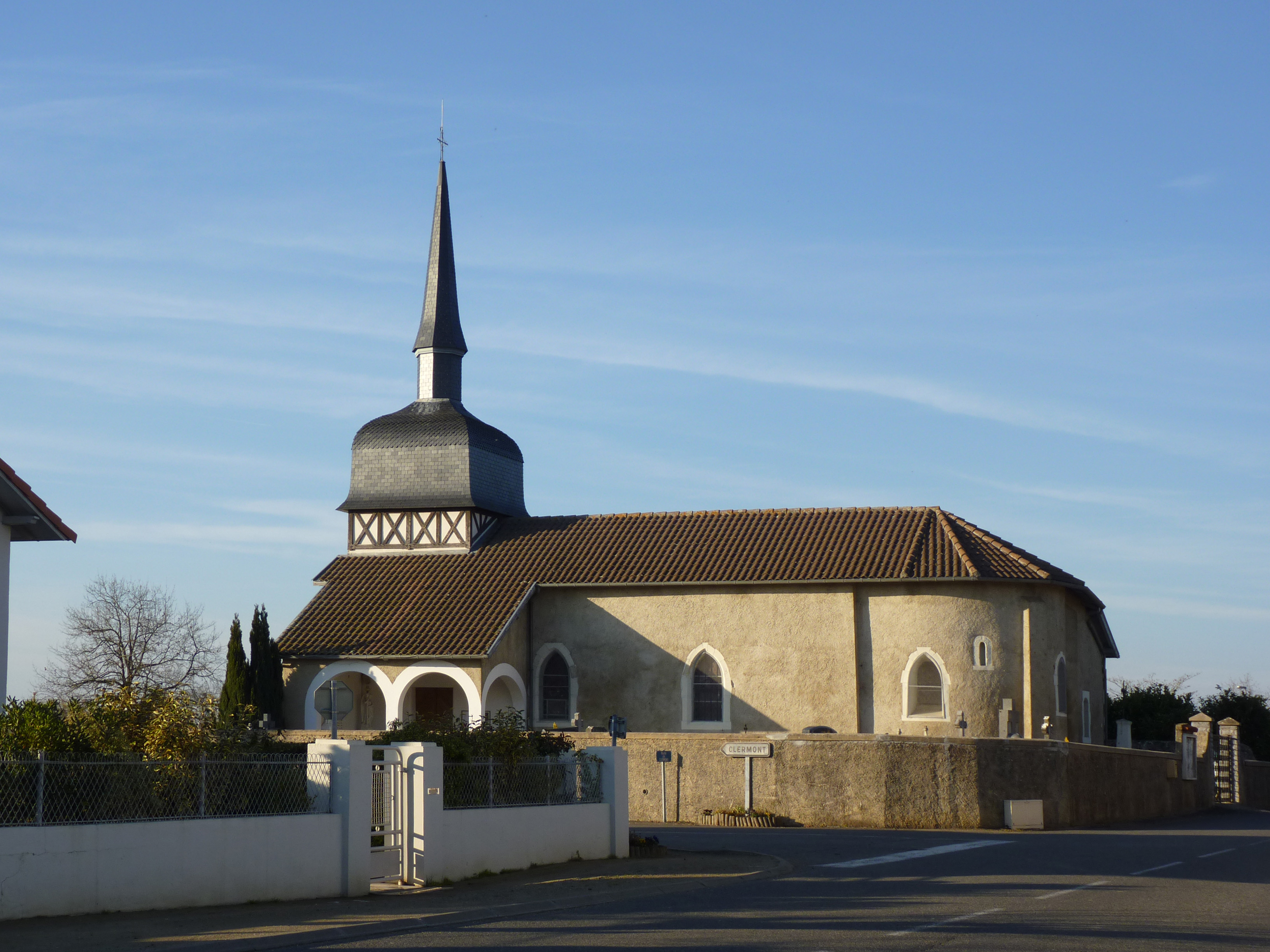
Kirche Saint-Martin

- Kirche Saint-Martin